# 1483
Rok 1483 (MCDLXXXIII) byl nepřestupný rok, který podle juliánského kalendáře započal ve středu. 
Podle židovského kalendáře došlo k přelomu let 5243 a 5244. Podle islámského kalendáře započal dne 18. února rok 888. 

## Události
- 24. září – Pražská defenestrace01. ledna – Židé jsou vyhnáni z Andalusie

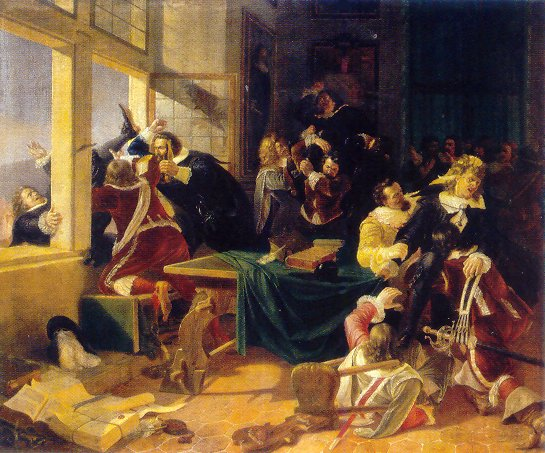
24. září – Pražská defenestrace

- 11. února – Ve Španělsku vzniká hlavní soud inkvizice
- 09. dubna – Eduard V. se stává novým anglickým králem
- 29. dubna – Gran Canaria, hlavní ostrov Kanárských ostrovů, je dobyt Kastilským královstvím. Jedná se tak o jeden z největších kroků španělské expanze.
- 30. dubna – Podle moderních orbitálních výpočtů vstoupilo Pluto na oběžnou dráhu Neptunu, kde zůstalo do 23. července
- Duben – Eduard V. a jeho bratr Richard ze Shrewsbury jsou uvězněni v londýnském Toweru. Později v tomto roce přišly spekulace o jejich vraždě. V prosinci se tyto zprávy dostaly až do Francie. Začíná tak záhada zvaná Princové z Toweru.
- 13. června – William Hastings, 1. baron Hastings, je popraven a jedná se tak o první zaznamenanou popravu v Toweru.
- 20. června – Ferdinand II. z Braganzy je v Portugalsku popraven. Spolu s ním bylo popraveno dalších 80 šlechticů, kteří údajně ohrožovali korunu.
- 25. června – Těsně před korunovací anglického krále Eduarda V. jej sesadil jeho strýc Richard, který nastoupil na trůn jako Richard III.
- 06. července – Richard III. je korunován anglickým králem.
- 20. července – Jan I. Dánský je korunován králem Norska
- 15. srpna – V Římě se otevírá Sixtinská kaple
- 03. září – V noci tohoto dne byli pravděpodobně zavražděni Princové z Toweru – dvanáctiletý Richard ze Shrewsbury a jeho desetiletý bratr, nekorunovaný král Eduard V.
- 24. září – Po vzbouření obyvatelstva probíhá Pražská defenestrace
- Říjen – Povstání proti králi Jindřicha Stafforda, 2. vévody z Buckinghamu bylo potlačeno Richardem III.
- 29. října – Bitva u Uny: Armáda Chorvatského království poráží Osmany.

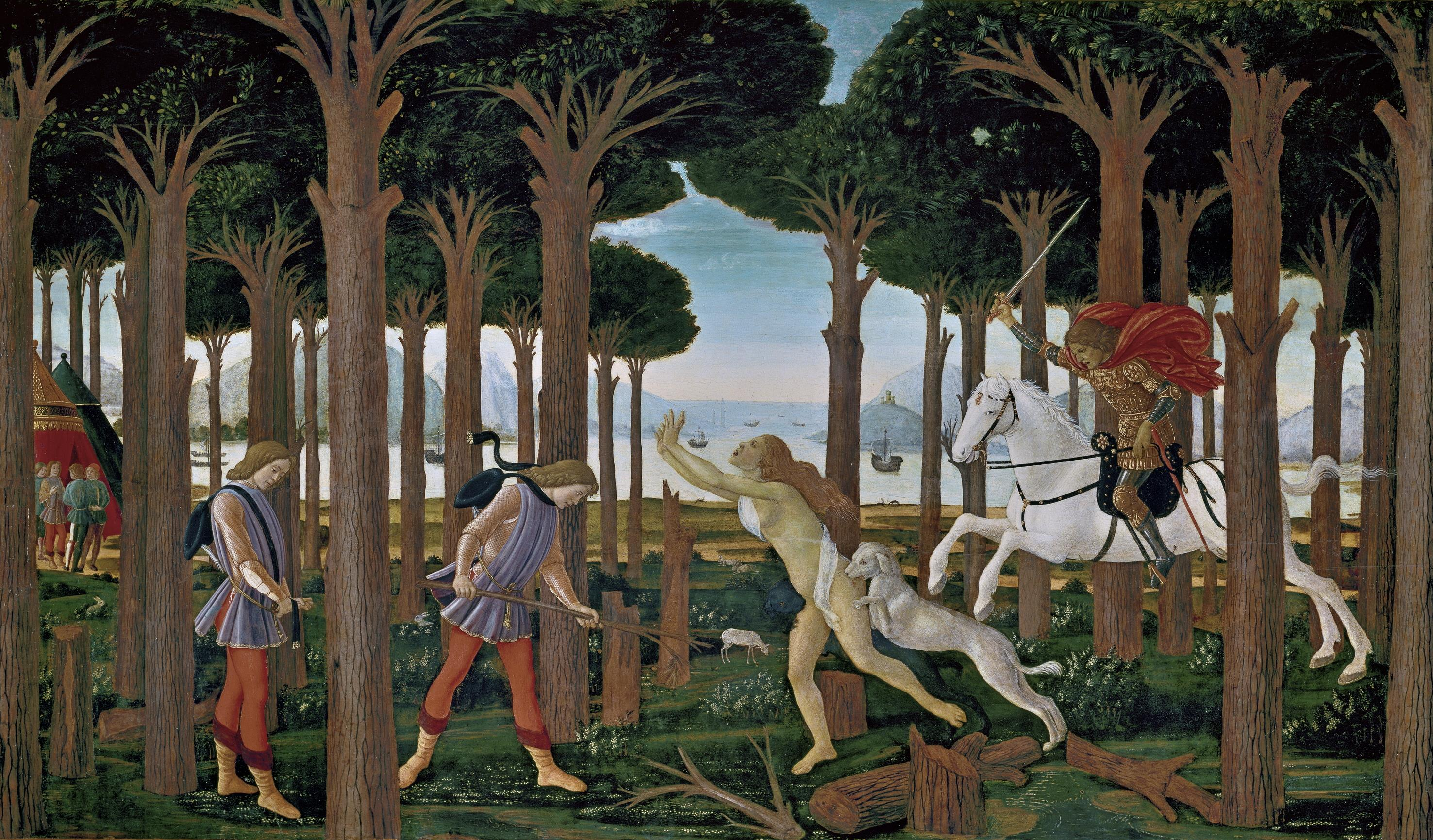
Příběh Nastagia degli Onesti

### Neznámé datum
- Izák Abrabanel uprchl z Portugalska poté, co se zapletl do spiknutí proti králi.
- Moskevský kníže Ivan III. vybudoval pevnost u Ivangorodu.
- Osmané zakládají ejálet Karaman
- Giovanni Bellini byl jmenován hlavním malířem Benátské republiky
- Sandro Botticelli namaloval Příběh Nastagia degli Onesti
- Flavio Biondo vydává knihu Historiarum ab inclinatione romanorum imperii. (Dějiny říše římské)
- Luigi Pulci vydává román Morgante

### Probíhající události
- 1455–1487 – Války růží

## Narození
- Martin Luther (* 10. listopadu) 14. února

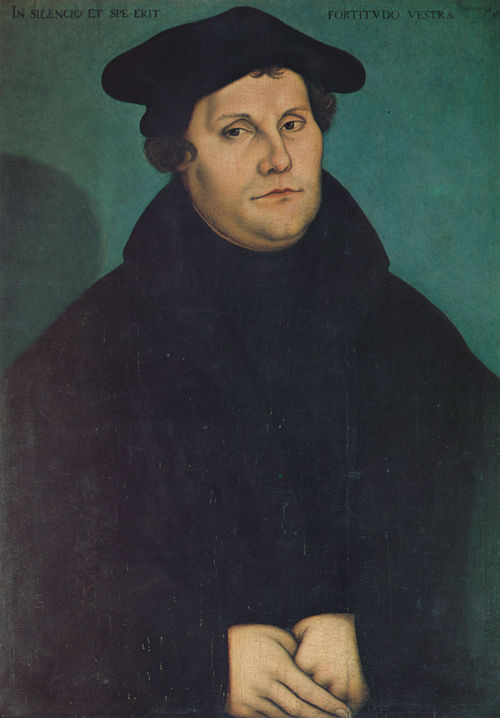
Martin Luther (* 10. listopadu)

  - Bábur, indický vládce, zakladatel Mughalské říše († 26. prosince 1530)
  - Ridolfo Ghirlandaio, italský renesanční malíř († 6. června 1561)
- 06. března – Francesco Guicciardini, italský historik, filozof a diplomat († 22. května 1540)
- 28. března nebo 6. dubna – Raffael Santi, italský malíř a architekt († 6. dubna 1520)
- 19. dubna – Paolo Giovio, italský lékař, historik, autor životopisů a prelát († 11. prosince 1552)
- 10. října – Dmitrij Ivanovič vnuk, velkokníže moskevský († 1509)
- 10. listopadu – Martin Luther, teolog, kazatel a reformátor, zakladatel protestantismu († 18. února 1546)
- 13. listopadu – Alžběta Jagellonská, polská princezna a lehnická kněžna († 16. února 1517)
- neznámé datum
  - Anna Staffordová, hraběnka z Huntingdonu, anglická aristokratka († 1544)
  - Estevam Gomes, portugalský kartograf a mořeplavec († 1538)
  - Wang Ken, čínský filosof († 1541)
  - Felice della Rovere, nelegitimní dcera papeže Julia II. († 27. září 1536)
  - Čchen Čchun, čínský malíř a kaligraf († 1544)
  - Che Ťing-ming, čínský básník a spisovatel († 1521)
  - Wang Ken, neokonfuciánský filozof v mingské Číně († 1541)
  - Ayas Mehmed Paša, osmanský velkovezír († 1539)

## Úmrtí

### Česko
- 23. září – Hanuš II. z Kolovrat, katolický šlechtic z liebsteinské větve rodu Kolowratů (* před 1430)
- 10.-25. listopadu – Jan Tovačovský z Cimburka, moravský šlechtic, nejvyšší sudí a komorník Českého království (* kolem 1440)
- neznámé datum
  - Anna Hlohovská, hlohovská kněžna z rodu slezských Piastovců (* ?)
  - Bernard Bírka z Násile, slezský šlechtic, diplomat, komorník českého krále (* před 1429)
  - Jan IV. Krnovský, kníže krnovský a kníže vladislavský (* asi 1440)
  - Jeroným, římskokatolický kněz, premonstrátský kanovník (* ?)

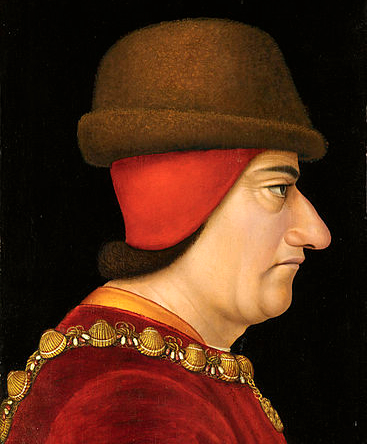
Ludvík XI. († 30. srpna)

#### Svět
- 21. ledna – Magdaléna Francouzská, dcera krále Karla VII. Vítězného (* 1. prosince 1443)
- 22. ledna – Guillaume d'Estouteville, francouzský římskokatolický šlechtic, duchovní (* 1403/12)
- 30. ledna – František Phoebus z Foix, král Navarry, hrabě z Foix, Bigorre a vikomt z Beárn (* 1467/69)
- 09. března – Markéta Savojská, francouzská šlechtična (* duben 1439)
- 23. března – Jolanda Lotrinská, lotrinská vévodkyně (* 2. listopadu 1428)
- 09. dubna – Eduard IV., anglický král (* 28. dubna 1442)
- 20. června – Ferdinand II. z Braganzy, vévoda z Braganzy (* 1430)
- 24. dubna – Markéta Bourbonská, francouzská šlechtična a hraběnka z Bresse (* 5. února 1438)
- 16. července – Alviso Cadamosto, benátský mořeplavec v portugalských službách (* 1432)
- asi 29. července – Eduard V., anglický král (* 2. října 1470)
- 30. srpna – Ludvík XI., francouzský král (* 3. července 1423)
- 23. září – Hanuš II. z Kolovrat, český šlechtic, diplomat a vyšehradský probošt (* před 1430?)
- 02. listopadu – Jindřich Stafford, 2. vévoda z Buckinghamu, anglický šlechtic (* 4. září 1455)
- 01. prosince – Šarlota Savojská, královna francouzská jako manželka Ludvíka XI. (* 1441)
- neznámé datum
  - Richard ze Shrewsbury, anglický princ (* 17. srpna 1473)

## Hlavy států
- České království – Vladislav Jagellonský
- Svatá říše římská – Fridrich III.
- Papež – Sixtus IV.
- Anglické království – Eduard IV. – Eduard V. – Richard III.
- Dánsko – Jan I.
- Francouzské království – Ludvík XI. – Karel VIII.
- Polské království – Kazimír IV. Jagellonský
- Uherské království – Matyáš Korvín
- Litevské velkoknížectví – Kazimír IV. Jagellonský
- Norsko – Jan I. Dánský
- Portugalsko – Jan II.
- Švédsko – regent Sten Sture
- Rusko – Ivan III. Vasiljevič
- Kastilie – Isabela Kastilská
- Aragonské království – Ferdinand II. Aragonský
- Trevírské arcibiskupství-kurfiřtství – Jan II. Bádenský
- Kolínské arcibiskupství-kurfiřtství – Heřman II. Hesenský